# Beriev A-40
Il Beriev A-40 Al'batros (in cirillico Бериев A-40 Альбатрос (Albatros) nome in codice NATO Mermaid, Sirena) è un aereo anfibio o idrovolante bimotore a getto progettato dalla Beriev per la guerra anti-sommergibile. Inteso come rimpiazzo per l'aereo anfibio Beriev Be-12 e quello di base a terra Ilyushin Il-38, il progetto venne sospeso dopo che soli due prototipi vennero costruiti, a causa del collasso dell'Unione Sovietica.
Recenti rapporti indicano che il progetto è stato ripreso e che sta ottenendo interesse per una fornitura da parte della Voenno Morskoj Flot Rossijskoj Federacii, l'aviazione di marina russa.

## Storia del progetto
Il primo volo non era programmato; durante i test di rullaggio ad alta velocità, l'aereo si alzò dalla pista, e l'equipaggio fu costretto a continuare il volo. Il conseguente decollo e atterraggio si verificarono senza incidenti, tuttavia l'equipaggio venne declassato dai suoi compiti, anche se nonostante tutto salvò l'aereo.
Il 5 settembre 2008, il vice comandante dell'Aviazione di marina russa, Maggior Generale Nikolai Kuklev, annunciò che l'A-42 sarà adottato dalla Marina russa come principale aereo da Ricerca e salvataggio e aereo anti-sommergibile; un contratto provvisorio di 4 aerei per la ricerca e salvataggio è già stato aggiudicato all'azienda costruttrice con le consegne programmate per il 2010. Tutti e quattro gli aerei saranno in servizio nel 2013.
Un grande contratto per la consegna di centinaia di aerei da ricognizione e guerra antisommergibile, per rimpiazzare la flotta giacente di Be-12 e Il-38 è in valutazione.